# 四叠氮甲烷
四叠氮甲烷（英文：Tetraazidomethane）是一个无色强爆炸性的液体，可以看作甲烷的四个氢被叠氮基取代后形成的化合物。2006年德国克姆尼兹科技大学的Klaus Banert通过用三氯乙腈和叠氮化钠反应首次制得该化合物。和其他多叠氮化合物一样，四叠氮甲烷作为高能材料，在炸药、推进剂和烟火方面有潜在应用。
Banert的研究表明，四叠氮甲烷可以进行许多反应，如水解、与烯烃和炔烃的环加成反应以及与膦反应生成磷腈。